# Gare de Lutry
La gare de Lutry est la principale gare ferroviaire de la commune suisse de Lutry dans le canton de Vaud. Elle est située à proximité du centre-ville.

## Situation ferroviaire
Établie à 402,3 mètres d'altitude, la gare de Lutry est située au point kilométrique 5,07 de la ligne du Simplon, entre les gares de Pully (en direction de Lausanne) et de Villette (en direction de Brigue). 
Elle est dotée de deux voies et de deux quais latéraux.

## Histoire
La gare de Lutry a été construite en 1860 et mise en service en 1861 en même temps que la section de Lausanne à Villeneuve de la ligne du Simplon en 1861.

## Service des voyageurs

### Accueil
Gare des CFF, elle est dotée d'un bâtiment voyageurs ainsi que d'un large abri sur chaque quai et de distributeurs automatiques de titres de transports. La gare n'est pas accessible aux personnes à mobilité réduite.

### Desserte
La gare fait partie du réseau RER Vaud, assurant des liaisons rapides à fréquence élevée dans l'ensemble du canton de Vaud. Elle est desservie par les lignes R1 et R2 reliant Grandson à Cully et par les lignes R3 et R4 qui relient Vallorbe et/ou Le Brassus (pour la ligne R4) à Bex, voire Saint-Maurice,.

### Intermodalité
La gare de Lutry est en correspondance directe à l'arrêt Lutry, gare avec les transports publics de la région lausannoise (tl). L'arrêt est desservi par les lignes 68 en direction de Lutry, Croix/Lutry via la gare de La Conversion, 69 reliant le port de Lutry à Lutry, Landar et les lignes « taxibus » 950 (circulant uniquement la nuit et en extrême matinée), et 954, desservant en journée l'ensemble de la commune de Lutry et une partie de la commune de Bourg-en-Lavaux.